# 高旭东 (音乐家)
高旭东（1962年12月—），一位旅居加拿大的中國琵琶及古筝女演奏家。
同時亦是中国琵琶研究会会员，中国民族管弦乐学会会员。

## 职业生涯

### 中国国内时期
1978年2月考入中国人民解放军海政歌舞团，担任独奏演员、弹拨乐首席。1982年其考入中央音乐学院。在海政文工团的20年里，曾作为独奏演员随海政文工团出访美国夏威夷、俄罗斯、泰国等地。为音乐故事片《山叮咚》配乐演奏筑琴。在大型歌剧《刘胡兰》、《壮丽的婚礼》、《琴箫月》、《冬雪春花》、《红珊瑚》中担任领奏。受邀团中央，全国青联为欢迎各国友谊大军代表团演出独奏。曾出版独唱专辑磁带作品：《夏天的舞蹈》、《成吉思汗》、《卖馄饨》、《什锦全味》、《狂人舞伴》，并为电视连续剧《西游记》录制独唱《白骨精之歌》。1986年参加首体《群星灿烂歌星演唱会》。电视台，电台播送专题演唱节目。

### 移民加拿大
2000年移居加拿大。在温哥华创建《东方琴韵乐团》任艺术总监。。
高旭东创作改编了琵琶古筝合奏曲《快乐的边寨》、《梁祝》、《彝族舞曲》、《天路》、《红河谷》等作品。 2008年在温哥华组织"你我同心"大型慈善晚会，2010年同美国西雅图交响乐团合作演出琵琶协奏曲《草原小姐妹》，2013年在交响乐大闹天宫担任琵琶领奏，2013年被温哥华华人妇女协会评为「加拿大杰出女性」。 2015年担任「国际珠宝女王大赛」加拿大赛区评委。2015年获得小金钟大赛加拿大赛区音乐教育成就奖。及社区各大机构的表彰感谢奖状。被人民日报海外版誉为“传承东方古韵的使者”。

## 外部連結
- 高旭东演出 神话腾讯网 （页面存档备份，存于）
- 高旭东美国演出 乐沙-中国民乐网
- 白骨精之歌中国古曲网   （页面存档备份，存于）
- （页面存档备份，存于） 高旭东-东方琴韵乐团《青花瓷》百度视频
- 温哥华港湾 （页面存档备份，存于）
- 温哥华港湾 （页面存档备份，存于）
- 温哥华港湾 （页面存档备份，存于）